# Aleksander Ferdynand Hohenzollern
Aleksander Ferdynand Hohenzollern, niem. Alexander Ferdinand Albrecht Achilles Wilhelm Joseph Viktor Karl Feodor von Hohenzollern, (ur. 26 grudnia 1912 w Berlinie; zm. 12 czerwca 1985 w Wiesbaden) – niemiecki książę, członek dynastii Hohenzollernów.

## Życiorys
Książę Aleksander Ferdynand był jedynym dzieckiem księcia Augusta Wilhelma i księżniczki Aleksandry Wiktorii Holsztyńskiej. August Wilhelm i Aleksandra pobrali się 22 października 1908 w kaplicy berlińskiego zamku. Mały Aleksander dorastał w domu, który dzięki matce był miejscem spotkań i debat artystów. Po rozwodzie rodziców książę został pod opieką ojca, któremu zostało przyznane prawo do opieki nad dzieckiem.
W wieku 21 lat wziął udział w uroczystościach zaślubin księcia Gustawa Adolfa, następcy tronu Szwecji z księżniczką Sybillą von Sachsem-Coburg und Gotha, córką księcia Karola Edwarda oraz księżnej Wiktorii Adelajdy Schleswig-Holstein. Była to pierwsza zagraniczna wizyta członka byłej rodzinny cesarskiej po upadku monarchii. W listopadzie 1939 roku już jako oficer został przydzielony do eskadry powietrznych sił zbrojnych stacjonującej w Wiesbaden.
Podobnie jak ojciec książę Aleksander był zagorzałym zwolennikiem partii nazistowskiej. Książę August Wilhelm miał nadzieję, że Hitler przywróci monarchię w Niemczech ustanawiając cesarzem, bądź jego samego, bądź syna. Stanowisko poparcia partii nazistowskiej dane przez Augusta Wilhelma i Aleksandra Ferdynanda podzieliło rodzinę Hohenzollernów. Cesarz Wilhelm II namawiał obu do wycofania tego poparcia. W 1933 roku wystąpił z SA by poświęcić się służbie w regularnej armii. Adolf Hitler miał rzekomo popierać jego kandydaturę na nowego przywódcę Niemiec.
Był jednym z nielicznych przedstawicieli dawnych domów panujących, których pozostawił Hitler w czynnej służbie w armii przez cały okres trwania wojny. 19 grudnia 1938 roku w kościele garnizonowym w Dreźnie poślubił Irmegard Weygand, córkę Fryderyka Weyganda i Karli Franciszki Oheim. Było to małżeństwo nierówne stanem, dlatego Aleksander utracił swoje prawa dynastyczne. W uroczystościach zaślubin nie uczestniczył nikt z rodziny księcia. Świadkami na ślubie byli oficerowie, którzy służyli w tej samej jednostce. Para miała jednego syna:
- Stefan Aleksander Dieter Fryderyk (ur. 30 września 1939; zm. 12 lutego 1993)